# Kraftwerk Unterstufe Gampadels

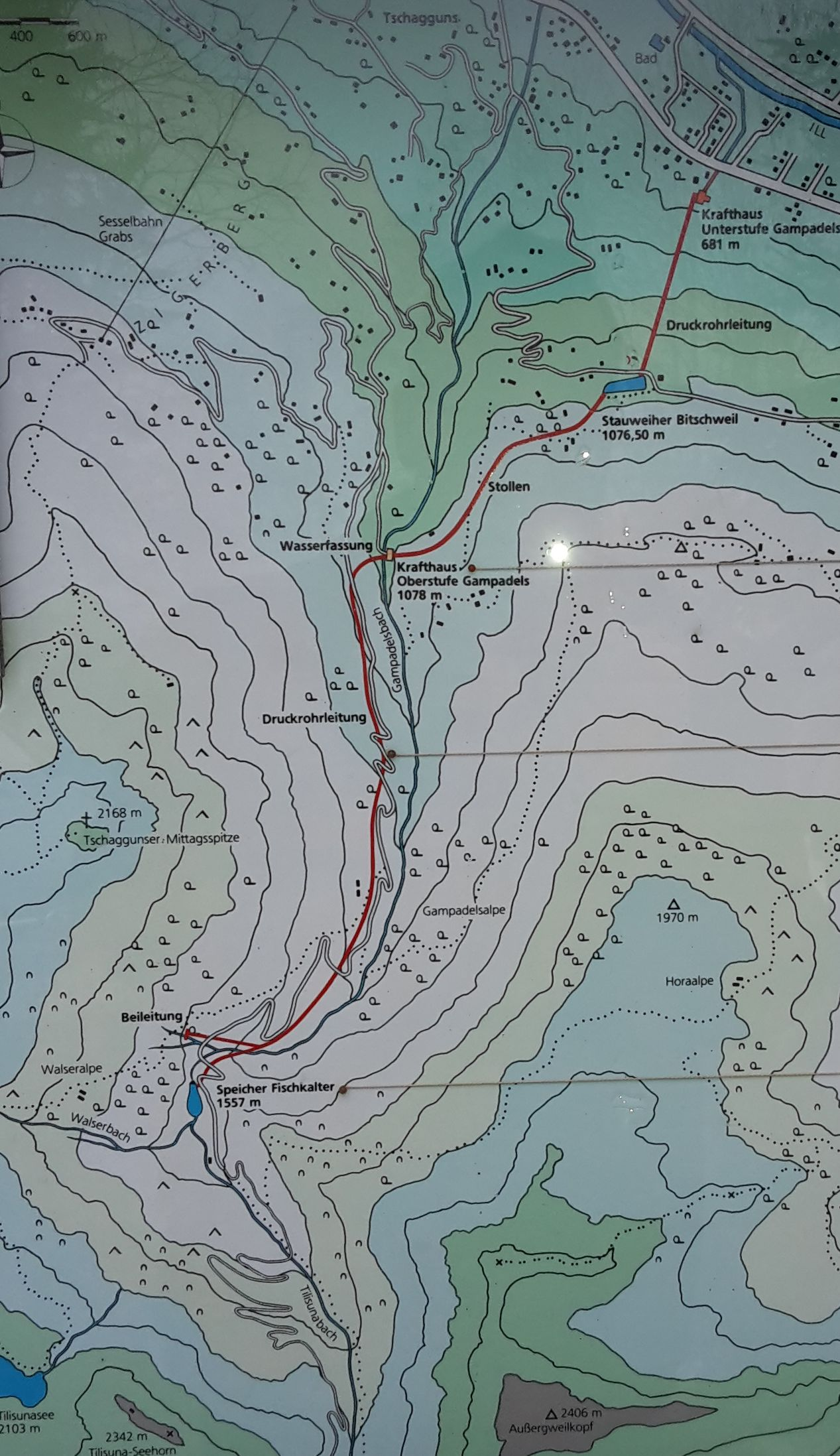
Plan der Wasserführung der Kraftwerke Gampadels

Das Kraftwerk Unterstufe Gampadels ist ein Wasserkraftwerk der illwerke vkw in Vorarlberg (Österreich). Das Kraftwerk (Maschinenhaus, 681 m ü. A.) selbst befindet sich am Werkweg am südöstlichen Rand des Ortes Tschagguns.

## Geschichte und Verwendung
Bereits im Juli 1918 wurde vom Vorarlberger Landesausschuss eine Experten-Kommission eingesetzt, die u. a. das zuvor vom Büro Ing. Riehl in Innsbruck ausgearbeitete Projekt eines Kraftwerks am Gampadelsbach („Lederbachquelle“) günstig beurteilte.
Der Bau des Gampadelswerkes (Unterstufe) wurde von der Vorarlberger Landesregierung am 21. Dezember 1921 beschlossen. Das Werk sollte geplant vier Millionen kWh elektrische Energie im Jahr liefern, bei einem Nettogefälle von 380 Metern und 500 l/s Durchfluss. Der Tagesspeicher Bitschweil wurde für 18.000 m³ erstellt. Durch neu zu errichtende Fernleitungen sollten die einzelnen elektrischen Kraftwerke in Vorarlberg zu einem Verbund zusammengeschaltet werden. Die veranschlagten Kosten für das Kraftwerk betrugen 60 Millionen österreichische Kronen. Durch die starke Inflation war dieser Kostenrahmen jedoch nicht einhaltbar. Am 30. April 1922 waren bereits 92 Millionen Kronen verbaut. Dies führte dazu, dass das Land Vorarlberg das Werk durch eine gemischtwirtschaftliche Gesellschaft finanzieren wollte. Es wurde am 2. März 1923 eine Energieabgabe für die Zeit vom 1. Mai 1923 bis zum 30. Juni 1924 beschlossen und diese Energieabgabe musste auf Grund gestiegener Baukosten bis Ende 1926 verlängert werden. Ein weiterer Arbeiterstreik vom 28. Juli bis zum 22. Oktober 1924 lähmte den Arbeitsfortgang, ebenso die Probleme bei der Lieferung der Maschinen. Die Generatoren kamen fünf Monate später als geplant. Die erforderlichen Pelton-Turbinen wurden 1924 beim Dornbirner Unternehmen Rüsch-Ganahl gebaut. Wegen eines dreimonatigen Streiks und der einseitigen Lösung des Kollektivvertrags durch das Unternehmen und die Entlassung der 89-köpfigen Belegschaft kam es zu Verzögerungen bei der Auslieferung und die Turbinenschaufeln wiesen sodann Haarrisse auf und mussten ausgetauscht werden. Am 3. April 1925 ging das Gampadelswerk ans Netz.
Das Kraftwerk Gampadels Unterstufe war ursprünglich als Reservekraftwerk für Energielieferungen im Winter vorgesehen.
1989 wurde die zweite Stufe der seither zweistufigen Kraftwerksgruppe Gampadels im Gemeindegebiet von Tschagguns im Montafon, das Kraftwerk Oberstufe Gampadels, errichtet. Beide Kraftwerke nutzen das Wasserkraftpotential des Gampadelsbaches bis zur Mündung in die Ill.
Am 11. April 2012 beantragte die VKW die Wiederverleihung des Wasserbenutzungsrechtes für das Kraftwerk Gampadels Unterstufe und es wurde auch für eine Generalsanierung angesucht.

## Technische Daten

### Kraftwerk
In Betrieb seit 3. April 1925.
- Wasser-Einzugsgebiet: 9,10 km2
- Rohfallhöhe: 392 m
- maximal nutzbare Leistung: 9,9 MW
- Turbinentyp: eindüsige Peltonturbine (Freistrahlturbine)
- Hersteller Turbine: Rüsch-Ganahl-Werke in Dornbirn
- maximaler Turbinendurchfluss: 1.100 l/s
- Drehzahl: 500/min
- Generator-Nennleistung:
  - Maschinengruppe 1 und 2: je 4 MVA (AEG-Union in Wien)
  - Maschinengruppe 3: 5 MVA
- Generator-Nennspannung: 6,2 kV
- Regelarbeitsvermögen: 28,1 GWh/Jahr
- Engpassleistung: 11,6 MW[4]
- vorherige Wassernutzung: Kraftwerk Oberstufe Gampadels

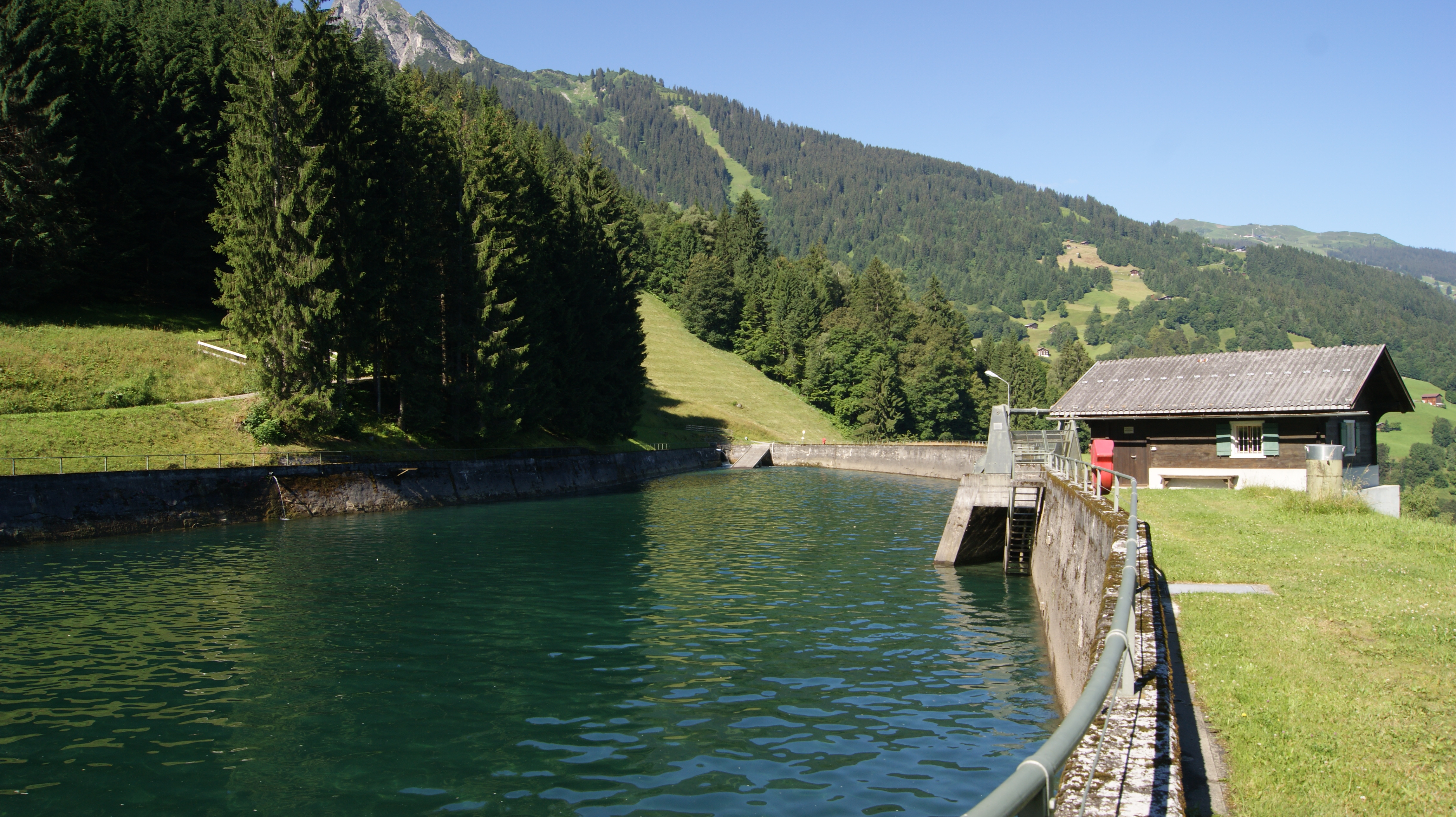
Speicher Bitschweil

### Speicher Bitschweil
Der Speicher Bitschweil (auch Staubecken Gampadels) ist etwa 170 m lang und misst an der breitesten Stelle etwa 45 m. Er fasst nunmehr etwa 32.000 m3 und liegt auf 1076,5 m.ü.A. Das Wasser gelangt über eine Druckrohrleitung vom Kraftwerk Gampadels Oberstufe zum Krafthaus der Unterstufe und wird dort über weitere drei Maschinensätze abgearbeitet und gelangt von dort in die Ill. Die Energie wird über das Umspannwerk Tschagguns in das Verbundnetz eingespeist.
- Länge der Druckleitung: ca. 655 m
- Verlegung: Großteils in der Erde